# Laurenz Heinrich Hetjens

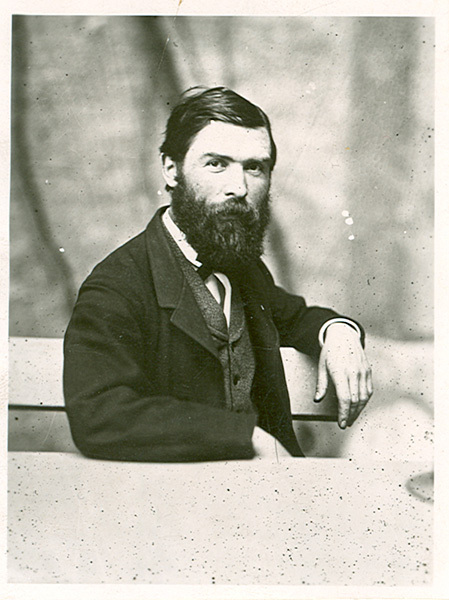
Porträt von Laurenz Heinrich Hetjens, Fotografie, 1865

Laurenz Heinrich Hetjens (* 16. Juli 1830 in Düsseldorf; † 26. Mai 1906 in Aachen) war ein deutscher Kunstsammler. Seine Privatsammlung bildete den Grundstock für das Deutsche Keramikmuseum.

## Leben
Hetjens stammte aus einfachen Verhältnissen. Er wuchs mit sieben Geschwistern in der Düsseldorfer Citadellstraße auf. Bereits als 12-Jähriger wurde Hetjens 1842 in eine handwerkliche Ausbildung als Sattler gegeben und kam nach der Lehre von 1845 bis 1851 als Geselle in die Königliche Preußische Postwagengesellschaft in Düsseldorf. Neben seiner Anstellung nahm er als Gasthörer Zeichenunterricht an der Kunstakademie Düsseldorf. Hier wurde er von seinem Vetter und Kupferstecher Heinrich Kipp und dem Kunstmaler Carl Emanuel Conrad unterrichtet. Als Handwerksgeselle ging Hetjens auf Wanderschaft und kam 1851 nach Aachen, wo er sich ansiedelte und am 12. August des Jahres eine Anstellung in der Hofwagenfabrik und Karosseriewerkstatt von Joseph Mengelbier fand. Hier kam ihm sein Zeichentalent zugute. Er entwarf bis 1854 im Auftrag Mengelbiers neue Kutschenmodelle. In Aachen lernte er den englischen Industriellen Robert Weatherhead Grice (1818–1897), den Direktor der ersten Aachener Gasanstalt, kennen, der ihn 1860 zum technischen Direktor der Gasanstalt bestellte.
Am 21. November 1866 heiratete er die 14 Jahre ältere Maria Catharina, die wohlhabende Witwe des belgischen Maschinenfabrikanten Johann Noël Regnier.

## Sammlung Hetjens
Hauptartikel Hetjens-Museum

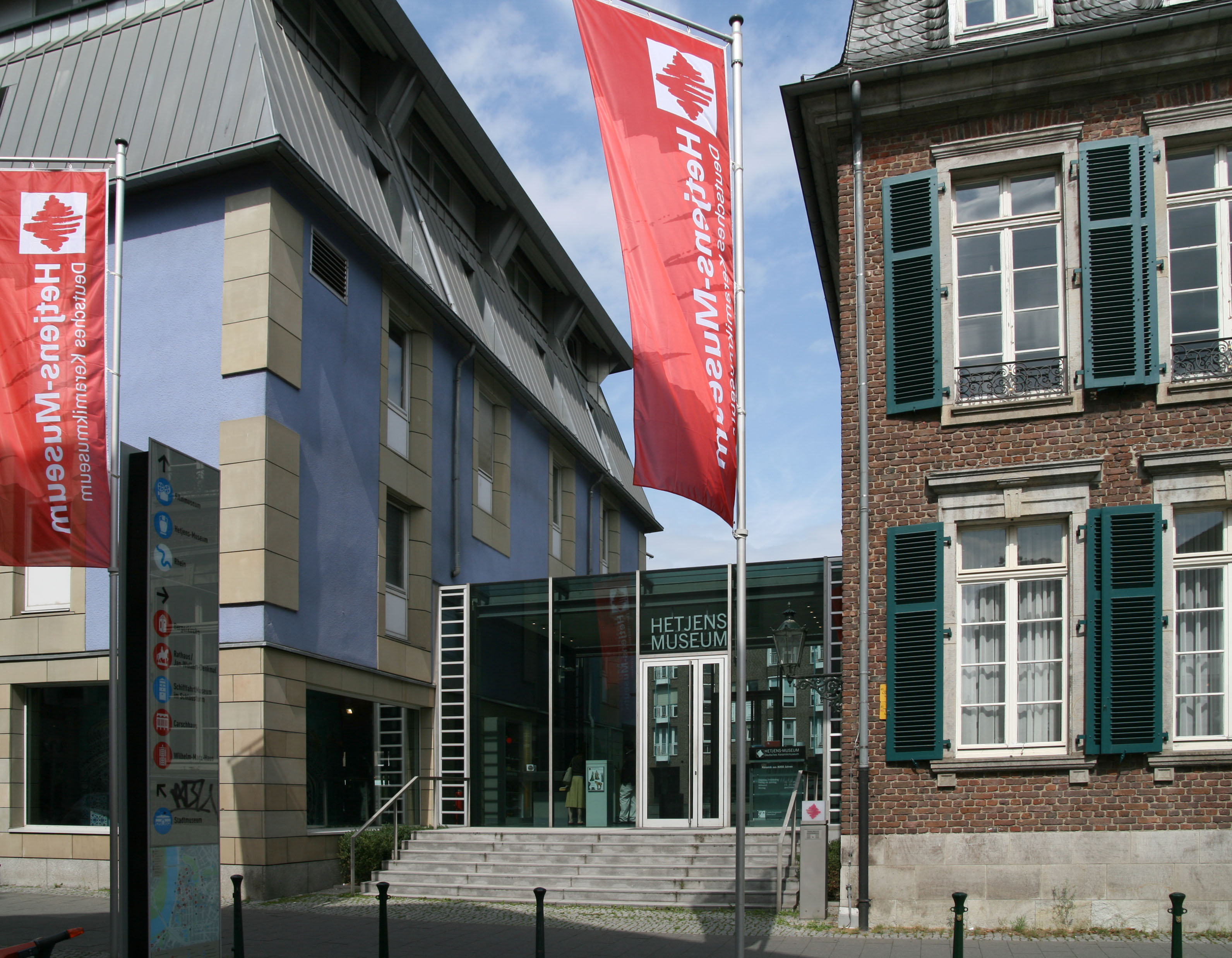
Eingang des Hetjens-Museums mit dem Palais Nesselrode

Der Reichtum seiner Frau ermöglichte es Hetjens, aus dem Berufsleben auszuscheiden und sich seiner Leidenschaft, dem Sammeln von Kunstobjekten, zu widmen. Den Schwerpunkt seiner Sammlung legte Hetjens auf das Rheinische Steinzeug. Als Autodidakt eignete er sich ein umfangreiches Fachwissen auf diesem Gebiet an. Beim Erwerb der Keramikgefäße begnügte er sich nicht nur auf das Angebot im Kunsthandel, sondern finanzierte Ausgrabungen in den rheinischen Töpferbezirken Raeren und Siegburg, an denen er sich zwischen 1870 und 1882 auch persönlich beteiligte. Hetjens plante zwar seine Sammlung zu publizieren, konnte diese Arbeiten jedoch bis zu seinem Tode nicht vollenden.
Da Hetjens kinderlos blieb, setzte er testamentarisch seine Heimatstadt Düsseldorf als Alleinerbin ein, verfügte allerdings, dass die Stadt innerhalb eines Jahres ein Museum für die Hetjens-Sammlung bauen solle (hierfür hielt das Testament 150.000 Goldmark bereit), das auf ewig nach dem Stifter benannt werden musste. Außerdem verpflichtete er die Erben, den seit mehreren Jahren bei ihm als Restaurator und Privatsekretär tätigen Heinz Ritzerfeld als Direktor seines Museums auf Lebenszeit anzustellen. Andernfalls werde die Stadt Köln als Nacherbin eingesetzt.
Nach dem Tod Hetjens erfüllte die Stadt Düsseldorf das Vermächtnis Hetjens und errichtete in 1907/1908 am Hofgartenufer 3, am Nordflügel des damaligen Kunstpalastes, das Hetjens-Museum ein. 1969 zog das Hetjens-Museum in das Palais Nesselrode in der Düsseldorfer Citadellstraße, der Straße, in der Hetjens geboren wurde.